# Вергальская волость
Ве́ргальская во́лость (латыш. Vērgales pagasts) — одна из территориальных единиц Южно-Курземского края Латвии, в историко-культурной области Курземе. Находится на западе края, омывается Балтийским морем. Граничит с Сакской, Медзской и Дуналкской волостями своего края. Волостной центр — село Вергале.

## История
Вергальская волость была основана в 1877 году. В 1945 году в Вергальской волости были основаны Вергальский и Верниекский сельсоветы. В 1949 году волостное деление было отменено. В 1951 году к Вергальскому сельсовету был присоединён Верниекский сельсовет. В 1954 году к Вергальскому сельсовету был присоединён Зиемупский сельсовет и часть Мездского сельсовета, и в 1971 году ещё часть Мездского сельсовета. В 1990 году Вергальская волость была восстановлена.
В 2009 году, в результате латвийской административно-территориальной реформы, Вергальская волость вошла в состав вновь образованного Павилостского края. В ходе административно-территориальной реформы Латвии 2021 года, Павилостский край был упразднён, Вергальская волость вошла в состав укрупнённого Южно-Курземского края.

## География
Вергальская волость занимает 20-километровый участок побережья Балтийского моря. Восточная часть волости расположена на Вартайской волнистой равнине Западной Курземской возвышенности. Западная часть волости находится на Приморской низменности — в северной части Пиемарской равнины и в южной части Бартавской равнины. В Вергальской волости на Вартайской холмистой равнине начинается Тадайкское всхолмление, где у Бебе находится самая высокая точка волости — 47,5 м над уровнем моря. В юго-восточной части волости расположена долинная впадина Аландес-Ташу, занятая олиготрофным болотом Плочу, площадью 557 га.
На территории Вергальской волости много небольших рек, впадающих в Балтийское море. В северной и средней частях волости имеются крупные лесные массивы.

## Население
В 1935 году в Вергальской волости проживало 1280 человек, из них латышей — 97,0 %, русских — 1,3 %, поляков — 0,8 %. За годы советской власти были основаны Вергальский и Сарайкский сельсоветы, а также посёлок Плочского торфяного завода. В 1989 году в Вергале проживало 446 человек, в Сарайки — 180 человек, в Плоце — 130 человек, в Зиемупе — 100 человек.
В 2000 году в Вергальской волости проживало 1637 человек, из них 48,2 % мужчин, 51,8 % женщин. По национальному составу: латышей — 90,9 %, литовцев — 4,3 %, русских — 2,5 %. В Вергале проживало 386 человек, в Сарайки — 167 человек, в Плоце — 120 человек, в Зиемупе — 93 человека.
По состоянию на 1 января 2022 года население волости составляло 1314 человек.

## Экономика
Во время аграрной реформы 1920 года мызская земля Вергальской волости была разделена на небольшие крестьянские хозяйства. В 1935 году в Вергальской волости насчитывалось 254 крестьянских хозяйства, работали водяная и моторизованная мельницы, маслозавод. В 1932 году на болоте Плочу была открыта торфяная фабрика. Производимые там торфяные изоляционные плиты экспортировались в Америку. В советское время были созданы колхозы «Ļeņina ceļš» (рус. Ленинский путь), «Kopdarbs» (рус. Сотрудничество), «Kaija» (рус. Чайка). Работали 3 механические и 2 столярные мастерские, маслозавод, лесничество и лесозаготовительный участок, ветеринарный участок.
По состоянию на 2000 год в волости было 182 крестьянских хозяйства и 541 приусадебное хозяйство. Работало предприятие по добыче торфа, лесничество, несколько гостевых домов, АЗС, 7 магазинов, 2 кафе.

### Транспорт
В 1932 году была открыта железнодорожная линия Лиепая — Алсунга, которую в 1935 году продлили до Кулдиги, а в 1944 году — до Вентспилса (линия была закрыта в 1996 году, пути демонтированы в 2009 году).
Через Вергальскую волость проходят региональная автодорога P111 Вентспилс — Гробиня и местные автодороги V1188 Лиепая — Шкеде — Зиемупе, V1190 Вергале — Зиемупе, V1191 Земгали — Вергале, V1192 Априки — Цирава — Медзе и V1229 Медзе — Сарайки.

## Образование и культура
В 1780-х годах первые уроки проходили в Вергальской корчме. Первая волостная школа была открыта в 1832 году. В годы первой Латвийской республики она была реорганизована в 6-классную основную школу и перенесена в Вергальский замок. В то время также существовали Зиемупская 6-классная основная и Сарайкская и Шкедская 4-классные начальные школы. Были открыты библиотеки Вергальского сельскохозяйственного общества и образовательного общества «Centība». В отреставрированном амбаре Вергальской мызы был открыт дом культуры. В советское время клубы были также в Зиемупе, Сарайки и Плоце.
По состоянию на 2024 год в Вергальской волости действовали Вергальская основная школа, детский сад «Kastanītis», дом культуры в Вергале и народный дом в Зиемупе, библиотеки в Вергале, Зиемупе и Сарайки, музей Вергальской волости. Работали любительские коллективы: вокальный ансамбль старшего возраста «Vakarvējš», Вергальский любительский театр, танцевальный коллектив среднего возраста «Vērgalīte».